# AusbildungsZeit-Wertpapier
Das AusbildungsZeit-Wertpapier, kurz AZWP, gehört zum Hartz-Konzept und garantiert dem Inhaber eine Berufsausbildung. Es ist personen- und zweckgebunden und soll die Jugendarbeitslosigkeit bekämpfen.

## Finanzierung
Die Finanzierung des Wertpapiers basiert auf Freiwilligkeit. Es gibt ein System mit Rabattkarten, Zuschüssen aus öffentlicher Hand, Zuwendungen an einen Kapitalstock von Stiftungen und Maßnahmen. Umgesetzt wird die Realisierung durch örtliche Stiftungen.

## Ziele des AZWP
Das AZWP soll sowohl der Finanzierung als auch der Schaffung von betrieblichen und außerbetrieblichen Ausbildungsplätzen für Jugendliche mit speziellem Förderbedarf dienen und die Arbeitslosigkeit unter Jugendlichen vermindern.
Dieser Förderbedarf hat oft vielfältige Ursachen:
- mangelnde Schulbildung, oft ohne Schulabschluss
- fehlende Integration zugewanderter Menschen, fehlende Sprachkenntnisse

Hierzu werden die Kosten des Ausbildungsplatzes zu 50 bis 100 % übernommen.

## Grenzen des AZWP
In strukturschwachen Regionen fehlen zumeist geeignete Ausbildungsplätze. Auch kann die geförderte Ausbildung die Hemmnisse, die zur Arbeitslosigkeit der Jugendlichen führten, nicht oder nur bedingt beseitigen. Oft ist das Programm nicht genug in andere Maßnahmen eingebunden, so dass es nur bedingt das Problem der Jugendarbeitslosigkeit bekämpft.